# Totem and Taboo
Ne doit pas être confondu avec Totem et Tabou.
Albums de Hugh Cornwell
Hooverdam
(2008)
Totem and Taboo est un album de Hugh Cornwell sorti en 2012.

## Titres
1. Totem and Taboo
2. The Face
3. I Want One of Those
4. Stuck in Daily Mail Land
5. Bad Vibrations
6. God Is a Woman
7. Love Me Slender
8. Gods Guns and Gays
9. A Street Called Carroll
10. In the Dead of Night

## Musiciens
- Hugh Cornwell - guitare électrique, chant
- Steve Fishman - basse, claviers, chœurs
- Chris Bell - batterie, percussions

## Équipe de production
- Steve Albini - production, mixage